# 8월 3일
8월 3일은 그레고리력으로 215번째(윤년일 경우 216번째) 날에 해당한다.

## 사건
- 435년 - 동로마의 황제 테오도시우스 2세가 네스토리우스를 이집트로 추방하다.
- 1347년 - 칼레가 영국에게 항복하다.
- 1492년 - 크리스토퍼 콜럼버스가 스페인의 팔로스에서 첫 항해에 나서다.
- 1811년 - 알프스산맥의 융프라우에 메이어 형제가 첫 등정하였다.
- 1914년 - 독일 제국이 프랑스에 선전포고하다.
- 1950년
  - 다부동 전투가 시작되었다.
  - 유엔군, 조선민주주의인민공화국 남진을 저지할 목적으로 왜관 철교를 폭파하였다.
- 1953년 - 유엔 중립국 감시위원회, 판문점에 군사정전위원회 본부를 설치하다.
- 1958년 - 미국의 핵잠수함 노틸러스 호가 처음으로 북극점을 통과하다.
- 1960년 - 니제르가 프랑스로부터 독립을 선언하다.
- 1962년 - 태풍 노라호로 전라남도 지역 큰 피해.(310명 사상, 농경지 82만정보 유실)
- 1972년 - 박정희 대통령, `경제안정과 성장에 관한 긴급명령 제 15호'(8·3 조치)를 발표하였다.
- 1979년 - 테오도로 오비앙 응게마 음바소고가 적도 기니의 대통령에 취임하다.
- 1993년 - 국제원자력기구(IAEA) 사찰팀, 조선민주주의인민공화국 핵시설 임시사찰 위해 평양에 도착하다.
- 2000년 - 수하르토 前 인도네시아 대통령 부패혐의로 공식 기소하다.
- 2002년 - 중국 베이징 주재 한국총영사관에 진입했던 탈북자 11명 대한민국으로 입국하다.
- 2004년 - 수성 탐사선 메신저호가 발사되었다.
- 2009년 - 구본홍이 YTN 대표이사 사장직에서 물러나다.
- 2013년 - 경기도 연천군 서부전선 육군 최전방 GOP초소에서 수류탄폭발 사고로 1명이 죽고, 1명이 다치는 사고가 발생하였다.
- 2014년 - 중화인민공화국 윈난성 자오퉁 시 루뎬 현에서 규모 6.5의 지진이 발생해 360여명이 사망하였다.

## 문화
- 1885년 - 미국의 선교사 아펜젤러가 조선 최초의 근대 사학인 배재학당을 설립하였다.
- 1950년 - 프랑스의 축구 클럽 올랭피크 리옹이 창단되었다.
- 1966년 - 산림청이 발족하다.
- 1983년 - 삼성반도체, 64KD램 개발에 성공하였다.
- 2010년 - 인천국제공항에서 설치되는 자기부상열차의 시범 노선이 기공되었다.
- 2013년 - LA 다저스의 류현진이 시카고 컵스와의 원정경기에서 선발 등판해 메이저 리그 첫 해에 10승을 달성되었다.
- 2014년 - MBC 문화방송 여의도 사옥 마지막 송출.

## 탄생
- 1808년 - 미국의 정치인 해밀턴 피시. (~1893년)
- 1811년 - 미국의 발명가 엘리샤 오티스. (~1861년)
- 1843년 - 쇼타이왕. (~1901년)
- 1900년
  - 대한민국의 독립운동가 정정화. (~1991년)
  - 대한민국의 소설가 한설야. (~1976년)
- 1909년 - 미국의 심리학자 닐 엘가 밀러. (~2002년)
- 1914년 - 대한민국의 대중음악 작곡가 이봉룡. (~1987년)
- 1921년 - 대한민국의 군인 유재흥. (~2011년)
- 1925년
  - 대한민국의 정치인 김경인. (~2001년)
  - 프랑스의 사회학자 알랭 투렌. (~2023년)
- 1926년 - 미국의 가수, 화가 토니 베넷. (~2023년)
- 1931년 - 대한민국의 수필가 김병권. (~2023년)
- 1940년 - 미국의 배우 마틴 신.
- 1941년 - 나미비아의 정치인 하게 게인고브. (~2024년)
- 1943년 - 대한민국의 교육인 김승혜.
- 1946년 - 홍콩의 영화배우 허관영. (~2011년)
- 1947년 - 대한민국의 정치가 황우여.
- 1951년 - 미국의 배우 제이 노스. (~2025년)
- 1952년 - 아르헨티나의 전 축구 선수, 현 축구 감독 오스발도 아르딜레스.
- 1957년 - 대한민국의 바둑 기사 장명한. (~2024년)
- 1959년
  - 대한민국의 정치인 서삼석.
  - 영국의 바리톤 가수 사이먼 킨리사이드.
  - 일본의 화학자 다나카 고이치.
  - 폴란드의 권투 선수 야누시 자렌키에비치.
- 1961년 - 대한민국의 언론인 김명호.
- 1963년 - 미국의 가수 제임스 헷필드 (메탈리카).
- 1964년 - 튀르키예의 권투 선수 에위프 잔.
- 1965년
  - 대한민국의 가수 조관우.
  - 일본의 정치인 후루카와 요시히사.
- 1966년 - 대한민국의 언론인 출신 야구 해설가 송재우.
- 1968년 - 대한민국의 정치인 김형찬.
- 1969년
  - 대한민국의 배우 및 가수 남주희.
  - 일본의 성우 무로조노 타케히로.
- 1970년
  - 대한민국의 정치인 김병수.
  - 일본의 게임 개발자 사쿠라이 마사히로.
- 1971년
  - 대한민국의 배우 윤기원.
  - 일본의 만화가 아베 요시토시.
  - 오스트리아의 알파인 스키선수 한스 크나우스.
- 1973년
  - 일본의 아나운서, MC 아즈미 신이치로.
  - 영국의 배우 스티븐 그레이엄.
- 1975년
  - 일본의 성우 하즈키 에리노.
  - 일본의 배우 이토 히데아키.
- 1977년 - 미국의 미식축구 선수 톰 브레이디.
- 1978년 - 대한민국의 성우 강규리.
- 1979년 - 캐나다의 배우 에반젤린 릴리.
- 1980년 - 캐나다의 배우 해나 시몬.
- 1981년
  - 미국의 성우 트라비스 윌링햄.
  - 대한민국의 변호사, 정치인 김소연.
  - 대한민국의 성우 김국진.
- 1982년
  - 대한민국의 희극인 한선찬.
  - 대한민국의 영화 감독 윤성현.
- 1983년 - 미국의 영화감독 로버트 에거스.
- 1984년
  - 일본의 일러스트레이터 야스.
  - 대한민국의 배우 한설아.
  - 캐나다의 배우 카일 슈미드.
  - 미국의 수영 선수 라이언 록티.
- 1985년
  - 대한민국의 야구 선수 김정혁 (삼성 라이온즈).
  - 베네수엘라의 펜싱 선수 루벤 리마르도.
- 1986년 - 대한민국의 전 축구 선수 이상협.
- 1987년
  - 대한민국의 가수 김형준 (SS501).
  - 대한민국의 가수 혜진이.
- 1988년 - 대한민국의 성우 윤용식.
- 1989년 - 프랑스의 포뮬러원 선수 쥘 비앙키. (~2015년)
- 1990년
  - 대한민국의 가수, 뮤지컬 배우 강민경. (다비치)
  - 대한민국의 희극인 인터넷 방송인 신동훈.
- 1991년
  - 대한민국의 가수 남영주.
  - 대한민국의 배우 지은성.
  - 일본의 가수 마스다 유카.
  - 일본의 양궁 선수 가와나카 가오리.
- 1992년
  - 사우디아라비아의 축구 선수 압둘라 오타이프.
  - 대한민국의 배우 백서이.
- 1993년
  - 대한민국의 야구 선수 이성규.
  - 일본의 가수 쿠마이 유리나.
  - 독일의 모델 니클라스 클라분데.
- 1994년
  - 프랑스의 축구 선수 코랑탱 톨리소.
  - 이탈리아의 축구 선수 이메르송 팔미에리.
- 1995년
  - 대한민국의 배드민턴 선수 김나영.
  - 우크라이나의 복싱 선수 올렉산드르 히주냐크.
- 1996년
  - 대한민국의 축구 선수 김로만.
  - 일본의 성우, 아이돌 모로하시 사나.
  - 대한민국의 축구 선수 이용혁.
- 1997년
  - 일본의 축구 선수 이노우에 시온
  - 시에라리온의 축구 선수 어거스틴 윌리엄스.
  - 중화인민공화국의 배우, 가수 허우밍하오.
- 1998년
  - 대한민국의 배우 이지한. (~2022년)
  - 대한민국의 전 가수 경하.
- 1999년
  - 대한민국의 가수 연정 (우주소녀).
  - 스페인의 축구 선수 브라힘 디아스.
- 2000년 - 대한민국의 래퍼 Hyeminsong.
- 2001년 - 대한민국의 래퍼 지플랫.
- 2002년 - 이스라엘의 배우, 모델 노아 코헨.
- 2003년
  - 대한민국의 리그 오브 레전드 프로게이머 로머.
  - 일본의 아이돌 사토 미나미.
- 2006년 - 대한민국의 트로트 가수 도현. (파스텔걸스)
- 2007년 - 대한민국의 배우 양서연.

## 사망
- 1792년 - 영국의 발명가 리처드 아크라이트. (1732년~)
- 1924년 - 영국의 소설가 조지프 콘래드. (1857년~)
- 1929년 - 미국의 사회학자 소스타인 베블런. (1857년~)
- 1943년 - 대한민국의 독립운동가 안희제. (1885년~)
- 1956년 - 대한민국의 정치인 한동석. (1909년~)
- 1994년 - 대한민국의 만화가 안의섭. (1924년~)
- 1998년 - 러시아의 작곡가 알프레트 시닛케. (1934년~)
- 1999년 - 대한민국의 법조인 계창업. (1916년~)
- 2001년 - 일본의 야구인 가리타 히사노리. (1911년~)
- 2004년 - 대한민국의 법조 출신 정치인 김채용. (1912년~)
- 2006년 - 영국의 가수 엘리자베트 슈바르츠코프. (1915년~)
- 2007년 - 대한민국의 정치인 이원경. (1922년~)
- 2008년 - 러시아의 소설가 알렉산드르 솔제니친. (1918년~)
- 2012년 - 대한민국의 군인 장도영. (1923년~)
- 2014년 - 대한민국의 정치인 김세배. (1931년~)
- 2017년 - 잉글랜드의 배우 로버트 하디. (1925년~)
- 2019년 - 대한민국의 기업인 이민화. (1953년~)
- 2020년
  - 대한민국의 야구 선수, 야구 감독 김진영. (1935년~)
  - 북아일랜드의 정치인 존 흄. (1937년~)
- 2022년
  - 대한민국의 경제관료 이기호. (1945년~)
  - 대한민국의 시인 정선기. (1940년~)
- 2023년
  - 대한민국의 정치인 문동신. (1938년~)
  - 미국의 영화배우 마크 마골리스. (1939년~)
  - 대한민국의 목회자 오상진. (1934년~)
- 2024년
  - 대한민국의 시인 안학수. (1954년~)
  - 대한민국의 정치인 정동균. (1960년~)
  - 태국의 가수 플른 폼댄. (1939년~)
- 2025년 - 미국의 영화배우 로니 앤더슨. (1945년~)

## 기념일
- 독립기념일: 1960년 프랑스로부터의 독립을 기념하는 날, 니제르

## 같이 보기
- 전날: 8월 2일 다음날: 8월 4일 - 전달: 7월 3일 다음달: 9월 3일
- 음력: 8월 3일
- 모두 보기